# Peste en Inde
L'Inde a souffert de plusieurs épidémies de peste bubonique et de peste pneumonique au cours de son histoire.

## Peste de 1896-1897
En septembre 1896, un premier cas de peste bubonique est détecté à Bombay par le docteur Acacio Gabriel Viegas (en). La ville est divisée en deux : au Nord, les villas britanniques et au Sud, des petites maisons humides et mal aérées, sans hygiène et surpeuplées. C'est là que la peste frappe, s'étendant rapidement à toute la ville et causant environ 1 900 morts par semaine jusqu'à la fin de l'année.
En octobre 1896, l'Indian Medical Service s'occupe de la situation. Le gouverneur de Bombay demande à Waldemar Haffkine d'ouvrir un laboratoire, appelé Room 000, où il développe un vaccin contre la peste bubonique en janvier 1897,,.
Les mesures prises par le département de la santé incluent des fouilles policières où les autorités identifient et arrêtent les malades, l'isolement strict des malades et l'évacuation forcée des habitants de certains quartiers. Ces mesures sont vues comme abusives et comme une nouvelle oppression coloniale. Les mesures mènent à l'assassinat de Walter Rand (en), directeur du comité de lutte contre la peste, par les frères Chapekar (en). De nombreuses familles cachent leurs malades, pensant qu'ils seront envoyés dans des camps ségrégués où ils ne seront pas soignés et mourront seuls, sans rites funéraires traditionnels. En mars 1897, on compte des centaines de milliers de personnes ayant quitté la ville et plus de 20 000 morts. En mars 1898, les Indiens organisent d'importantes manifestations pour protester contre les mesures sanitaires peu efficaces et très contraignantes.
Le gouvernement colonial britannique crée le Bombay Improvement Trust, qui démolit de grandes parties des quartiers les plus peuplés et construit des nouvelles rues, étend la ville et construit des infrastructures sanitaires. Les immeubles sont plus strictement régulés : ils doivent être éloignés les uns des autres d'une distance suffisante pour faire passer l'air frais, ne doivent pas empêcher la circulation de l'air marin, et sont dotés de grandes fenêtres. Or, trop peu de logements sont reconstruits, privant de nombreuses personnes de logement. Les personnes qui peuvent se le permettre quittent ces quartiers, s'installant pour beaucoup dans le Nord de la ville avec l'aide de Jamsetji Tata.
Après l'épidémie, une statue est érigée à l'effigie de Viegas. Jamsetji Tata fait ériger le Taj Mahal Palace pour remonter le moral des habitants de la ville et la redynamiser. Avec le temps, la peste se rend dans de nouvelles régions indiennes, notamment le Pendjab où le premier cas survient en octobre 1897 ; elle ne s'arrête pour de bon que dans les années 1920, après avoir fait plus d'une dizaine de millions de morts.

## Peste de 1994
En septembre 1994, la peste bubonique se déclare dans l'état du Maharashtra, en parallèle de la peste pneumonique dans l'état du Gujarat. Elle voyage ensuite, touchant Delhi, Bénarès, le Karnataka et d'autres états. Au total, on compte 876 cas et 54 morts.
On connaît mal les causes de l'épidémie. Une théorie veut que le séisme de 1993 de Latur, ayant forcé de nombreuses personnes à abandonner leur logement en y laissant des céréales, aurait déstabilisé l'équilibre entre les rats sauvages et les rats des villes, ce qui aurait permis à la peste de passer des rats des champs aux humains. L'Organisation mondiale de la santé reçoit un rapport le 5 août 1994 soulignant l'augmentation du nombre de rats morts à Malma ; trois semaines plus tard, elle identifie ses premiers cas de peste bubonique.
À Surat, des inondations dans la ville, où les égouts sont en pleine rue, font remonter de nombreux cadavres de rats qui ont sûrement été en contact avec les habitants. Quelques jours plus tard, les célébrations de Ganesh Chaturthi causent les gens à se masser dans les rues. Le 21 septembre 1994, la peste pneumonique est identifiée ; à la fin de l'épidémie, 78 % des cas avaient démarré dans les bidonvilles de Surat. En quelques jours, toute la ville est au courant et les pharmacies écoulent leur stock de tétracycline ; de nombreuses personnes fuient les hôpitaux de peur de contracter la peste. 300 000 personnes quittent Surat en l'espace de deux jours,.
Le tourisme souffre beaucoup de la situation, avec de nombreux vols annulés, en particulier en direction des pays du Golfe,. Plusieurs pays interdisent les importations indiennes et des forces paramilitaires sont appelées à Surat. La ville de Surat détruit de nombreux bidonvilles, installe le tout-à-l'égout et des toilettes publiques et renvoie des fonctionnaires corrompus. En 1996, la ville est qualifiée de plus propre du pays.

## Cas récents
En 2002, on compte 16 cas de peste pneumonique dans le Himachal Pradesh.
En 2004, on compte 8 cas et 3 morts de la peste bubonique dans l'Uttarakhand.